# Frank Duff
O servo de Deus, Frank Duff (7 de junho de 1889 - 7 de novembro de 1980) foi o leigo católico fundador da Legião de Maria, também sendo conhecido por trazer a atenção da Igreja para o papel dos leigos durante o Concílio Vaticano II.  Participou da Sociedade de São Vicente de Paulo, dedicada ao serviço dos pobres.
Frank associou-se à Conferência de Nossa Senhora do Monte Carmelo e começou visitando os habitantes dos cortiços. No ano seguinte, tornou-se secretário da conferência, cargo que ocupou até assumir a presidência da Conferência de S.Patrício, em Myra House.

## A Família e a Infância de Frank Duff
Frank Michael Duff nasceu em Dublin, na Irlanda, no dia 07 de junho de 1889. Era o mais velho de 7 irmãos, seus pais John Duff e Letitia Susan Freehill casaram-se na Irlanda em 1888. John era reputado como “o homem mais belo de Dublin” e era funcionário público, e ela, chamada pela familiarmente de Letty, foi a primeira mulher irlandesa a ser aprovada no exame para o funcionalismo público.
Em 1888, na Irlanda, eles se casaram e a 07 de junho de 1889 nascia o primeiro filho do casal que, dois dias mais tarde, recebia no batismo o nome de Francis Michel Duff.
O batismo ocorreu no Domingo de pentecostes, na solene festa do Espírito Santo.
Os pais deram aos filhos o exemplo de uma fé viril e alegre, levando a família permanecer unida por toda a vida.
Frank freqüentou a Escola Belvedere dos Jesuítas e depois o Colégio Blackrock dos Padres do Espírito Santo. Ótimo estudante, alcançando sempre altas notas. Conquistou o cobiçado primeiro premio de língua gaélica, disputado em Blackrock.
Sua Mãe deu à luz mais seis crianças, duas das quais morreram muito novas. Quatro cresceram com Frank: o seu irmão John, as irmãs Isabel, Ailis e Sara Geraldine, sendo que duas delas se tornaram médicas.
Apesar de ser um ótimo estudante, Frank não era um rato de biblioteca. Ele gostava muito de esportes, entre eles tênis, corridas, natação e críquete.
Gostava muito de rir, revelando um profundo senso de humor. Era um jovem de enormes promessas.

## O Jovem Frank Duff
Aos 19 anos, Frank terminou os estudos com distinção no colégio Blackrock e requereu emprego no funcionalismo civil, um passo normal, dada a tradição da família. Em seguida, o pai de Frank ficou doente e teve de se aposentar, ficando Frank como principal arrimo da família.
Frank desempenhou cargos importantes no funcionalismo civil. Trabalhou nos serviços de estatística e trabalhou no Ministério das Finanças. Senso de disciplina, viva inteligência marcavam Duff como um homem de futuro promissor.
Embora absorvido pelo trabalho, Frank praticava a religião devotamente. Participava das Santas Missas comungando diariamente, sendo que esta prática ainda não era comum entre os católicos. Também visitava diariamente o Santíssimo Sacramento e rezava o Rosário.
Para Frank era natural nunca começar o dia sem a Sagrada Comunhão. Mais tarde, na vida, costumava participar diariamente em duas missas. Em 1913, com 24 anos de idade, decidiu rezar diariamente o Ofício Divino. Na época esta oração era em latim, e levava cerca de uma hora e meia para ser concluída.
Um ano após iniciar a reza diária do Ofício Divino, Frank decidiu ir pela primeira vez a Lough Derg, conhecido como o “Purgatório de São Patrício”. Tratava-se de uma peregrinação de três dias, com exercícios penitenciais, aonde durante o dia rezavam várias vezes o Rosário, faziam a via-sacra e davam voltas penitenciais por caminhos pedregosos com os pés descalços.
Frank se juntou a organização católica romana para leigos conhecida como a Sociedade de São Vicente de Paulo aos 24 anos, em 1913 e foi muito influenciado pelo espírito da Sociedade, levado a um profundo compromisso com a sua fé católica e, ao mesmo tempo, ele adquiriu uma grande sensibilidade para a as necessidades dos pobres e desfavorecidos. Ele entrou para o Serviço Civil aos 18 anos e teve uma carreira distinta.
Junto com um grupo de mulheres católicas e o Padre Michael Toher, um sacerdote da Arquidiocese de Dublin, formou a primeira filial que viria a se tornar o primeiro "Praesidium da Legião de Maria", em 07 de setembro de 1921. A partir dessa data até sua morte, 7 de novembro de 1980, ele orientou a extensão mundial da Legião de Maria, com heróica dedicação. Ele participou do Concílio Vaticano II como um observador leigo. E morreu na noite de 07 de novembro de 1980 aos 91 anos.
Em 1916, aos 27 anos, Duff publicou seu primeiro folheto, intitulado "Será que podemos ser santos?" Nele, expressou a convicção de que todos, sem exceção, somos chamados a ser santos, e que através da fé cristã, todas as pessoas têm à disposição os meios necessários para atingir essa santidade.
Em 1917 ele veio a conhecer o Tratado de São Luís de Montfort sobre a verdadeira devoção a Maria, uma obra trazida a sua atenção para a importância de Maria na vida dos leigos.

## A Legião de Maria
Em 7 de Setembro de 1921, Frank Duff fundou a Legião de Maria, que segundo seu Manual Oficial, é "Uma Associação de Católicos que, com a aprovação da Igreja e sob o poderoso comando de Maria Imaculada, se constituíram em Legião para servir na guerra, perpetuamente travada pela Igreja contra o mal que existe no mundo."(pág.03).
Esta é uma organização de leigos ao serviço apostólico da Igreja Católica Romana, sob a orientação eclesiástica. A sua dupla finalidade é o desenvolvimento espiritual de seus membros o avanço no reino de Cristo através de Maria. A Legião opera em todo o mundo. Hoje, entre Membros Ativos (que participam no trabalho apostólico) e Membros Auxiliares (os que rezam pela Legião de Maria em seus lares), existem mais de 10 milhões de Legionários em todo o mundo. 
O termo "Legião" abriu novos horizontes, na mente de Frank. Grande admirador das Legiões militares romanas, via a Legião de Maria como um exército destinado a estabelecer o Reino de Deus no mundo inteiro.
Frank utilizou seu conhecimento sobre o latim, e escolheu nomenclaturas para a Legião. Também transformou o estandarte da Legião Romana, trocando a águia pela pomba, símbolo do Espírito Santo, e o comandante supremo por Nossa Senhora.

## Beatificação
Em 04 de junho de 1996, na diocese de Dublin, foi assinada a introdução do processo de beatificação de Fank Duff, recebendo então o título de Servo de Deus.
Em 14 de janeiro de 1998 o Arcebispo de Dublin, Monsenhor Desmond Connel, presidiu a abertura do tribunal para a causa se beatificação do Servo de Deus Frank Duff.
Em 2009 a causa de sua beatificação foi declarada "nihil obstat" e se encontra na fase diocesana.